# Walt Kirk
Walton "Walt" Kirk jr. (Mount Vernon, Illinois, Estados Unidos, 3 de septiembre de 1924 - Dubuque, Iowa, Estados Unidos, 12 de diciembre de 2012) fue un jugador de baloncesto estadounidense que disputó tres temporadas entre la BAA y la NBA, además de jugar en la NBL y la NPBL. Con 1,91 metros de estatura, jugaba en la posición de escolta.

## Trayectoria deportiva

### Universidad
Jugó durante cuatro temporadas con los Fighting Illini de la Universidad de Illinois en Urbana-Champaign, siendo el máximo anotador del equipo en 1945, promediando 10,6 puntos por partido. Fue incluido en dos ocasiones en el mejor quinteto de la Big Ten Conference.

### Profesional
Inició su carrera profesional fichando por los Fort Wayne Pistons en 1947, entonces en la NBL, con los que dio el salto a la BAA al año siguiente, siendo traspasado mediada la temporada a Indianapolis Jets junto con Ralph Hamilton y Blackie Towery a cambio de Bruce Hale y John Mahnken. Allí terminó la temporada promediando 10,8 puntos y 3,0 asistencias por partido.
Al año siguiente la franquicia desapareció, fichando por los Anderson Packers, quienes poco después lo traspasarían a Tri-Cities Blackhawks a cambio de Red Owens. De ahí pasó a los Kansas City Hi-Spots de la efímera NPBL, donde promedió 9,6 puntos por partido. Regresó en 1951 a su antiguo equipo, reconvertido en los Milwaukee Hawks, donde jugaría una última temporada como titular, promediando 10,1 puntos y 4,0 rebotes por partido.

## Estadísticas de su carrera en la NBA

### Temporada regular
| Año     | Equipo       | PJ  | MPP  | TC%  | TL%  | RPP | APP | PPP  |
| ------- | ------------ | --- | ---- | ---- | ---- | --- | --- | ---- |
| 1947–48 | Fort Wayne   | 14  | –    | .361 | .758 | –   | .9  | 4.9  |
| 1948–49 | Indianapolis | 35  | –    | .342 | .717 | –   | 3.0 | 10.8 |
| 1949-50 | Anderson     | 26  | –    | .248 | .687 | –   | 1.7 | 4.6  |
| 1949-50 | Tri-Cities   | 32  | –    | .280 | .737 | –   | 1.9 | 7.2  |
| 1951-52 | Milwaukee    | 11  | 36.0 | .277 | .705 | 4.0 | 2.5 | 10.1 |
| Total   | Total        | 118 | 36.0 | .305 | .718 | 4.0 | 2.1 | 7.7  |

### Playoffs
| Año   | Equipo     | PJ | MPP | TC%  | TL%  | RPP | APP | PPP |
| ----- | ---------- | -- | --- | ---- | ---- | --- | --- | --- |
| 1950  | Tri-Cities | 3  | –   | .286 | .167 | –   | .3  | 1.7 |
| Total | Total      | 3  | –   | .286 | .167 | –   | .3  | 1.7 |